# Karl Kehrle
Karl Kehrle (Brat Adam; ur. 3 sierpnia 1898 w Mittelbiberach, zm. 1 września 1996 w Buckfastleigh) – benedyktyn, pszczelarz, w tym kierownik oddziału pszczelarskiego w Buckfast Abbey, autorytet w hodowli matek pszczelich oraz twórca rasy pszczoły miodnej Buckfast.
"Był niedościgniony jako hodowca pszczół. Mówił do nich, głaskał je. Sprowadził do ula spokój, podążając za tymi którzy go widzieli przy pracy mówili, że wrażliwe pszczoły odpowiadały mu również." – The Economist, 14 września 1996

## Życiorys
W wieku 11 lat, z powodów zdrowotnych został wysłany przez swoją katolicką dewotną matkę z Niemiec do brytyjskiego klasztoru Buckfast Abbey, gdzie dołączył do zakonu, przyjmując imię Brat Adam i w roku 1915 rozpoczął swoją aktywność pszczelarską. Dwa lata wcześniej pasożyt świdraczek pszczeli (Acarapis woodi) pochodzący z wyspy Isle of Wight rozprzestrzenił się na Wielką Brytanię, powodując ogromne szkody w pszczelarstwie poprzez uśmiercenie wszystkich pszczół brytyjskich (pszczoła czarna) znajdujących się w ulach na terenie Wielkiej Brytanii. W 1916 roku choroba dotarła do klasztoru, zabijając 30 z 46 rodzin pszczelich. Tylko pszczoła środkowoeuropejska (Apis mellifera mellifera) i pszczoła włoska (Apis mellifera ligustica) nie poniosły żadnych strat.
Na początku podróżował do Turcji w poszukiwaniu zamiennika dla pszczół brytyjskich. W 1917 stworzył pierwszą linię pszczoły Buckfast, która okazała się wysokoprodukcyjna i odporna na pasożyty. W dniu 1 września 1919 roku brat Adam został kierownikiem oddziału pszczelarskiego w opactwie Buckfast Abbey, tuż po przejściu na emeryturę brata Kolumba. W 1925 roku po studiowaniu Organizacji Pasiek, założył swoją znaną na całym świecie wyizolowaną stację hodowli matek pszczelich oraz trutowisko w Dartmoor w Wielkiej Brytanii, w celu uzyskania wybranych krzyżówek pszczół. Stacja funkcjonuje do dziś. Od 1950 roku przez ponad dekadę brat Adam kontynuował stopniowo ulepszanie pszczoły Buckfast poprzez analizę oraz kojarzenie pszczół z całej Europy, Bliskiego Wschodu oraz Północnej Afryki.
W 1964 został wybrany na członka Board of the Bee Research Association, które w późniejszym okresie przekształciło się w International Bee Research Association.
W latach 70. kontynuował studia dotyczące pszczoły Buckfast oraz podróże z tym związane. Otrzymał kilkanaście nagród i wyróżnień, w tym w roku 1973 Krzyż Oficerski Imperum Brytyjskiego oraz w 1974 Krzyż Niemiecki.
IW dniu 2 października 1987 roku otrzymał tytuł Doktora Honoris Causa od Wydziału Rolnictwa Szwedzkiego Uniwersytetu Rolniczego, podczas poszukiwań pszczół na górach Kilimanjaro w Tanzanii oraz w Kenii, które bardzo go poruszyły, jako że nadano im status wizyt oficjalnych ze względu na naturę jego poszukiwań i badań.
Dwa lata później otrzymał tytuł Doktora Honoris Causa przez Uniwersytet Exeter w Wielkiej Brytanii.
2 lutego 1992, w wieku 93 lat zrezygnował z pełnionych funkcji w oddziale pszczelarskim klasztoru i otrzymał pozwolenie na spędzenie pewnego czasu z siostrzenicą w domu rodzinnym w Mittelbiberach w Niemczech. Od 1993 roku żył jako emerytowany mnich w Buckfast Abbey, został też najstarszym mnichem w brytyjskiej Kongregacji Benedyktynów. W 1995, w wieku 97 lat, przeprowadził się do domu spokojnej starości, koło Buckfast Abbey, gdzie zmarł 1 września 1996.

## Odznaczenia

### Doktorat Honoris Causa
- 1987 Swedish University of Agricultural Sciences
- 1989 Exeter University in England.

### Odznaczenia
- 1973 Order of the British Empire
- 1974 German Bundesverdienstkreuz